# Степ (аеродром)
Степ (рос. Степь також рос. Оловянная) — військовий аеродром в Забайкальському краї Росії, розташований поблизу однойменного селища Степ. Це велика авіабаза з реконструйованою у 2013—2019 ЗПС та численними військовими спорудами. Тут базується 266-й окремий штурмовий авіаційний полк (Су-25).

## Історія
Підрозділи, які раніше базувались на аеродромі «Степ»:
- 6-й авіаційний винищувально-бомбардувальний полк, літав на Су-17 наприкінці 1980-х; у складі 23-ї повітряної армії Забайкальського військового округу.
- 58-й винищувально-бомбардувальний авіаційний полк, літав на літаках Су-17М3 і Л-29 наприкінці 1980-х, отримав МіГ-27 на початку 1990-х. Перебував у підпорядкуванні 23-ї повітряної армії (Забайкалля).
- 266-й окремий штурмовий авіаційний полк.
- 849-й десантно-штурмовий авіаційний полк у складі 253-ї десантно-штурмової авіаційної дивізії дислокувався на аеродромі до 1956 року. [1]

Поблизу аеродрому існувало поле ракет SS-11, яке було демонтовано в середині 1990-х років.
Авіабаза була закрита після пожежі в котельні в грудні 2009 року. Потім, у 2013, була знову відкрита, прийнято рішення про реконструкцію аеродрому Полк до цього часу був передислокований до складу 11-ї армії ВПС і ППО Східного військового округу.

### 266-й окремий штурмовий авіаційний полк
266-й винищувальний полк було сформовано рішенням Уряду СРСР від 5 травня 1941 року. Полк багато разів переозброювався і міняв бази дислокації, навіть деякий час дислокувався у Монголії у 1960-х, а в 1990 році перемістився на аеродром «Степ».
266-й окремий штурмовий авіаційний полк використовував літаки Су-25. Був розформований у 2009.
Полк був відновлений 1 грудня 2015 під такою ж назвою, в складі 11-ї армії ВПС і ППО.
Також до складу авіаполку входить авіаційна ескадрилья «Монгольський Арат», за документами 2-а винищувальна авіаційна ескадрилья «Монгольський арат» — винищувальна ескадрилья ВПС СРСР, утворена в 1943 році коштом жителів Монгольської Народної Республіки, яка брала участь ще у Другій світовій війні.
У 2019 році 266-й окремий штурмовий авіаційний полк був доформований щонайменше двома ескадрильями Су-25.